# Université de Damas
L'université de Damas (en arabe : جامعة دمشق) est la plus importante université de Syrie et la plus ancienne de la Syrie moderne. Localisée à Damas, elle a été créée en 1923 par la fusion de l'École de médecine, fondée en 1903, et de l'École de droit, fondée en 1913, et a été appelée, à l'origine « Université syrienne ». À l'occasion de la fondation de quatre nouvelles universités en Syrie en 1958, son nom, devenu ambigu, fut changé en « Université de Damas ».
L'université de Damas était l'une des universités les plus réputées du monde arabe avant le début de la guerre civile syrienne en 2011.

## Historique

### L'Université syrienne

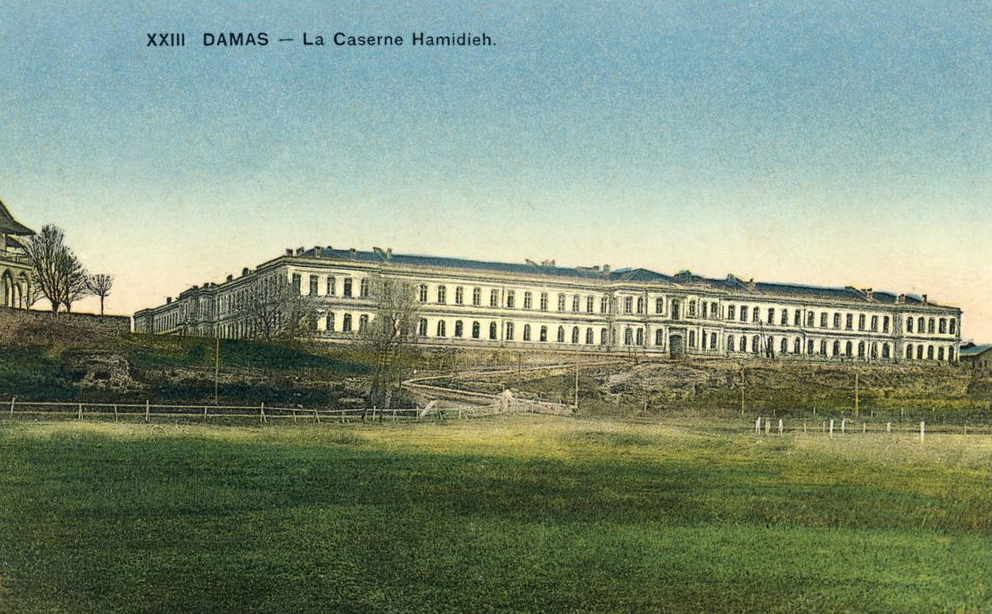
La Caserne Hamidieh - ancien siège de l'Université syrienne, est le bâtiment de la Faculté de droit.

En 1901, la création du bureau de l'École de médecine de Damas est approuvée et, en 1903, cette école, qui est le noyau de l'université, ouvre ses portes. L'école comprenait des branches de médecine et de pharmacie, et la langue d'enseignement était le turc, étant en Syrie ottomane.
En 1913, une école de droit est ouverte à Beyrouth, au Liban, où la plupart des enseignants étaient arabes et où la langue d'enseignement était l'arabe. Cette école a été transférée à Damas en 1914, tout comme l'école de médecine à Beyrouth. Puis, dans les dernières années de la Première Guerre mondiale, la faculté de droit est retournée à Beyrouth. Par la suite, l'Institut de médecine et la Faculté de droit ont ouvert leurs portes à Damas, le premier au début du mois de janvier 1919 et la seconde en septembre de la même année.
En 1923, alors sous la Syrie mandataire, l'École de droit a pris le nom d'Institut de droit et est associé à l'Institut de médecine, à la Société arabe et au Centre du patrimoine arabe dans une organisation nommée l'Université syrienne. La Société arabe et le Centre du patrimoine arabe ont ensuite quitté l'organisation en 1926.

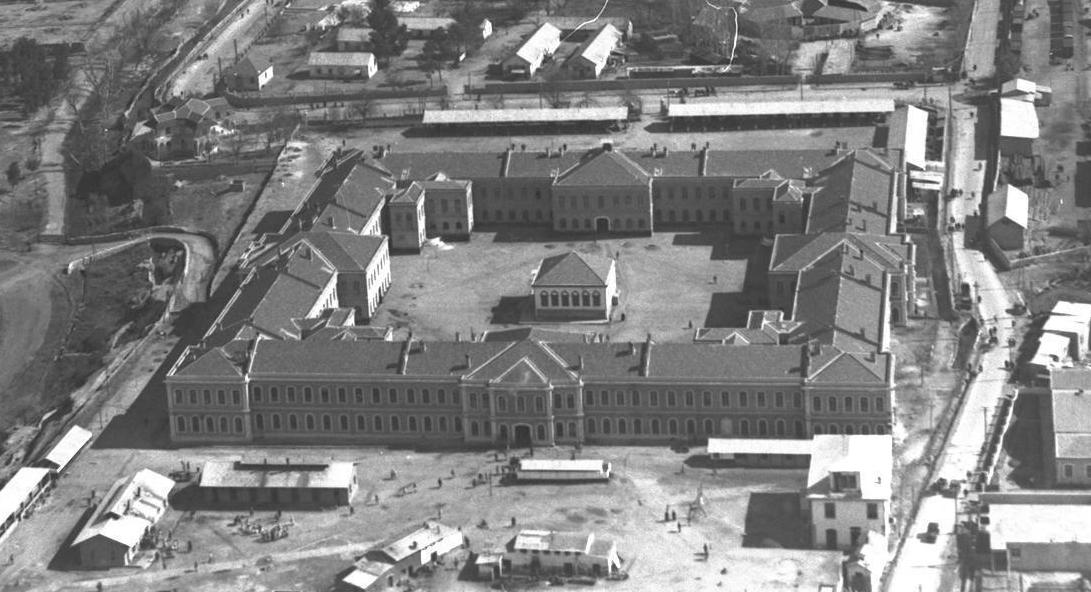
Vue aérienne du siège de l'université en 1933.

En 1928, l'École des hautes études littéraires a été créée, rattachée à l'université. En 1929, elle devient l'École des lettres, qui ferme ses portes en 1935-1936.
À partir de 1946, l'université ne se limite plus aux instituts de médecine et de droit, mais des facultés et des établissements supérieurs sont créés dans d'autres disciplines.

### L'Université de Damas
En 1958, une nouvelle loi a été créée pour réglementer les universités dans les régions du nord et du sud de la République arabe unie. Cela a conduit à changer le nom de « l'Université syrienne » en « Université de Damas » et à créer une deuxième université dans le nord appelée « Université d'Alep ». L'année suivante, l'École des beaux-arts est créée à Damas et devient partie intégrante de l'Université de Damas en 1972,.

## Départements

### Facultés

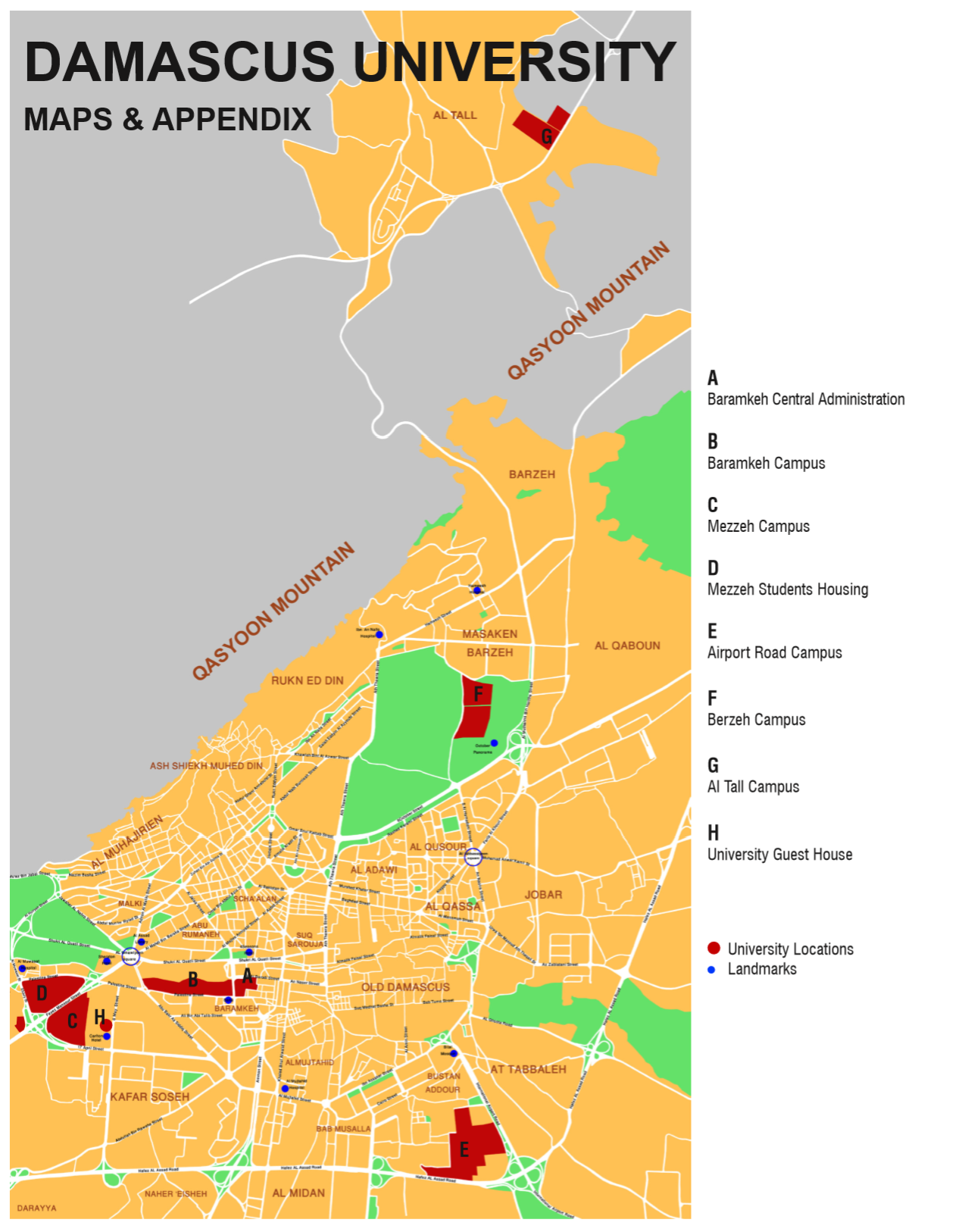
Plan de l'université de Damas.

- Médecine : fondée en 1903. Figure parmi les dix principales institutions étrangères d'où proviennent les médecins diplômés aux États-Unis[7].
- Pharmacie : fondée en 1903.
- Droit : fondée en 1913.
- Médecine dentaire : fondée en 1921.
- Arts et sciences humaines : fondée en 1928.
- Éducation : fondée en 1946.
- Économie : fondée en 1951.
- Droit islamique : fondée en 1954.
- Architecture : fondée en 1960.
- Beaux-Arts : fondée en 1960.
- Génie civil : fondée en 1961.
- Ingénierie mécanique et électrotechnique : fondée en 1963.
- Agriculture : fondée en 1963.
- Sciences politiques : fondée en 1979.
- Technologie de l'information : fondée en 1994.
- Sciences
- Tourisme

### Instituts supérieurs
- Institut supérieur de recherche et d'application laser.
- Institut supérieur de développement de l'administration.
- Institut supérieur d'études et de recherche sismologiques.
- Institut supérieur de langues.
- Institut supérieur de traduction et d'interprétation.

### Instituts techniques
La durée des études est de deux ans.
- Institut technique d'administration des affaires et de marketing: avec les disciplines en Administration des affaires, marketing, et relations publiques.
- Institut technique de sciences financières et bancaires.
- Institut technique de médecine.
- Institut technique de médecine dentaire.
- Institut technique d'ingénierie
- Institut technique d'ingénierie mécanique et électrotechnique.
- Institut technique d'informatique.
- Institut technique d'agronomie.

Le 13 novembre 2012, le président Bachar el-Assad signe un décret instituant une filiale de l'université de Damas à Madinat al-Baath, ville du Golan syrien.

### Open learning
Le centre d'open learning de l'université propose quatre formations :
- Droit
- Informatique
- Gestion de projets
- Langue anglaise

### Bibliothèque
La bibliothèque de l'université a ouvert ses portes en 1903. Elle contient environ 169 000 volumes et 3 830 périodiques.

### Hôpitaux universitaires

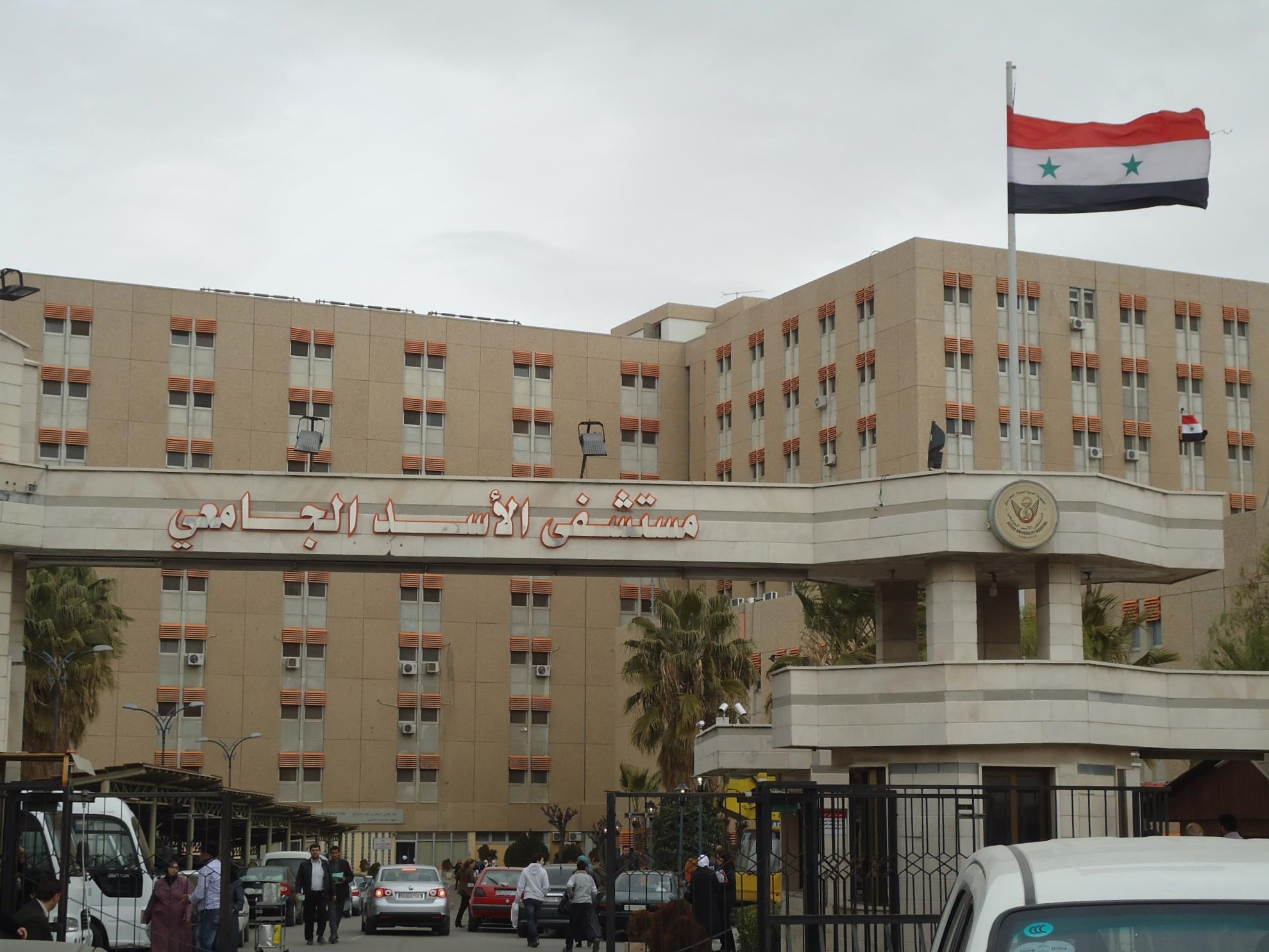
Hôpital universitaire Al Assad à Damas.

Fidèle à ses origines, l'Université gère sept hôpitaux à Damas :
- Hôpital universitaire Al Assad.
- Hôpital universitaire Al Mouwasat.
- Hôpital universitaire d'obstétrique et de gynécologie.
- Hôpital universitaire de chirurgie cardiaque.
- Hôpital universitaire de dermatologie et de maladies vénériennes.
- Hôpital universitaire de pédiatrie.
- Hôpital universitaire Al Bairouni.
- Hôpital universitaire de chirurgie maxillofaciale.

## Personnalités liées à l'université

### Professeurs
- Willy Borgeaud a enseigné la grammaire française et le latin de 1957 à 1960.
- Abdel-Razak Sattouf, père de Riad Sattouf, y a enseigné l'histoire contemporaine.

### Étudiants
- Bachar el-Assad, ancien chef de l'État syrien et secrétaire général du parti Baas syrien.
- Adonis, poète
- Muhammad Bayazid, cinéaste
- Nizar Kabbani (1923-1998), poète
- Hanna Malek, haut fonctionnaire syrien, licencié en droit
- Amine Nakhlé (1901-1976), homme politique et journaliste libanais
- Osama al-Absi al-Wahdi, émir du Front al-Nosra lors de la guerre civile syrienne.
- Nasser Soumi (1948-) artiste plasticien palestinien
- Aula Al Ayoubi, artiste
- Abdelkader Bensalah (1940-2021), ancien chef de l'État algérien
- Jumana Murad, actrice
- Maqbula al-Shalak (1921-1986), écrivaine, quatrième femme diplômée de l'université
- Nadine Salameh (1979-), actrice d'origine palestinienne